# 1653
سنة 1653 كانت سنة بسيطة تبدأ يوم الأربعاء (الرابط يظهر نموذج التقويم الكامل للسنة) من التقويم اليولياني.

## أحداث
- تأسيس مدينة هامينا وتقع حاليا في فنلندا.
- تأسيس مدينة كووبيو وتقع حاليا في فنلندا.
- نهاية فروند في 1653 والتي بدأت في 1648.
- نهاية حرب الإحدى عشر عام في 1 أبريل 1653 والتي بدأت في 1 أكتوبر 1641.

## مواليد
- أركانجلو كوريلي

## وفيات
- أبراهام ويلوك
- إنريكي بيمنتل زونيغا
- توماس دادلي سياسي من الولايات المتحدة الأمريكية
- تيودوسيو أمير البرازيل
- تيوفراست رينودو
- جوانا، أميرة بيرا إنفانتا برتغالية
- جون ويلدن
- سوميز
- صموئيل بيتي
- غابريل نادي
- فولفغانغ فيلهلم، كونت بالاتينات-نيوبورغ
- ماتياس فابر
- مانويل كوريا ملحن برتغالي
- هانس فلك
- هنري ماينورينغ